# Hausen am Albis
Hausen am Albis (do 1911 Hausen, gzu. Huuse) – miejscowość i gmina (Politische Gemeinde) w północnej Szwajcarii, w kantonie Zurych, w okręgu (Bezirk) Affoltern. Leży nad jeziorem Türlersee, w paśmie górskim Albis.

## Demografia
W Hausen am Albis mieszka 3879 osób. W 2021 roku 16,5% populacji gminy stanowiły osoby urodzone poza Szwajcarią.

## Współpraca
Miejscowość partnerska:
- Letohrad, Czechy

## Transport
Przez teren gminy przebiegają drogi główne nr 4 i nr 383.
Na terenie gminy leży większa część lotniska Hausen am Albis, pozostała część leży w gminie Rifferswil.